# Commenchon
Commenchon är en kommun i departementet Aisne i regionen Hauts-de-France i norra Frankrike. Kommunen ligger  i kantonen Chauny som ligger i arrondissementet Laon. År 2022 hade Commenchon 219 invånare.

## Befolkningsutveckling
Antalet invånare i kommunen Commenchon
Referens: INSEE